# Busbane
 For alternative betydninger, se Bane.
En busbane er en kørebane på vejen der er forbeholdt busser i fast rutefart.
Banen er med jævne mellemrum mærket med teksten BUS malet på kørebanen. Her må ikke forekomme anden færdsel (f.eks. biler, turistbusser eller taxier), og der må ikke standses eller parkeres. Dog er enkelte busbaner kombineret med svingbaner til højre eller venstre for den øvrige færdsel.
De første busbaner i verden blev etableret i Hamborg i 1962 og blev så stort et fænomen at der blev lavet restriktioner i 1971.
De fleste busbaner etableres i højre side af vejen, således at busserne kører tættest på kantstenen hvor stoppestederne normalt placeres. Enkelte steder laves dog stoppesteder midt på vejen, som det var tilfældet tidligere foran Østerport Station og som det stadigvæk er på Trianglen i København, hvor udadgående biltrafik på Østerbrogade kører højre om stoppestedet for udadgående busser. Endvidere ses det også sådan ude ved Lygten ved Nørrebro Station, hvor gaden primært er forbeholdt busser, og varebilerne derfor må svinge til højre, højre om busstoppestedet.
Nogle steder laves lange busbaner, så busserne over flere kilometer holdes adskilt fra den øvrige trafik, mens man andre steder laver korte busbaner på steder der altid sinker busserne. Det kan være bestemte lyskryds med skæv tidsfordeling af grøntider eller andre lokale forhindringer.
Enkelte steder i Danmark og flere steder ude i verden ses også ensrettede veje der er ensrettede eller helt spærrede for almindelig trafik, men hvor busser kan køre begge veje. F.eks ses det BRT-lignende system “Den kvikke vej” der går fra Fredens Bro mod Haraldsgade i København, og størstedelen af Nørrebrogade hvor kun bus- og varekørsel er tilladt.
Efterhånden som flere personbilister mister tålmodigheden i bilkøerne og ulovligt benytter busbanerne har det været nødvendigt at etablere bussluser mange steder for at personbiler ikke skal optage pladsen og dermed ophæve effekten af busbanen. Også parkering i busbaner er et problem som mange buschauffører kæmper med, idet de ofte har svært ved at flette ind i den øvrige trafik når bilisterne er opmærksomme på skillelinien mellem banerne og ikke kan se den forhindring der er foran bussen. Ofte er der parkerings- eller standsningsforbud skiltet langs busbanerne, men hvis der ikke er forbud, bør man teoretisk holde i bilbanen uden på busbanen, således at bussen kan køre højre om. Visse steder tillades dog af- og pålæsning i busbanerne uden for myldretiden.